# Březinka (Hošťalovice)

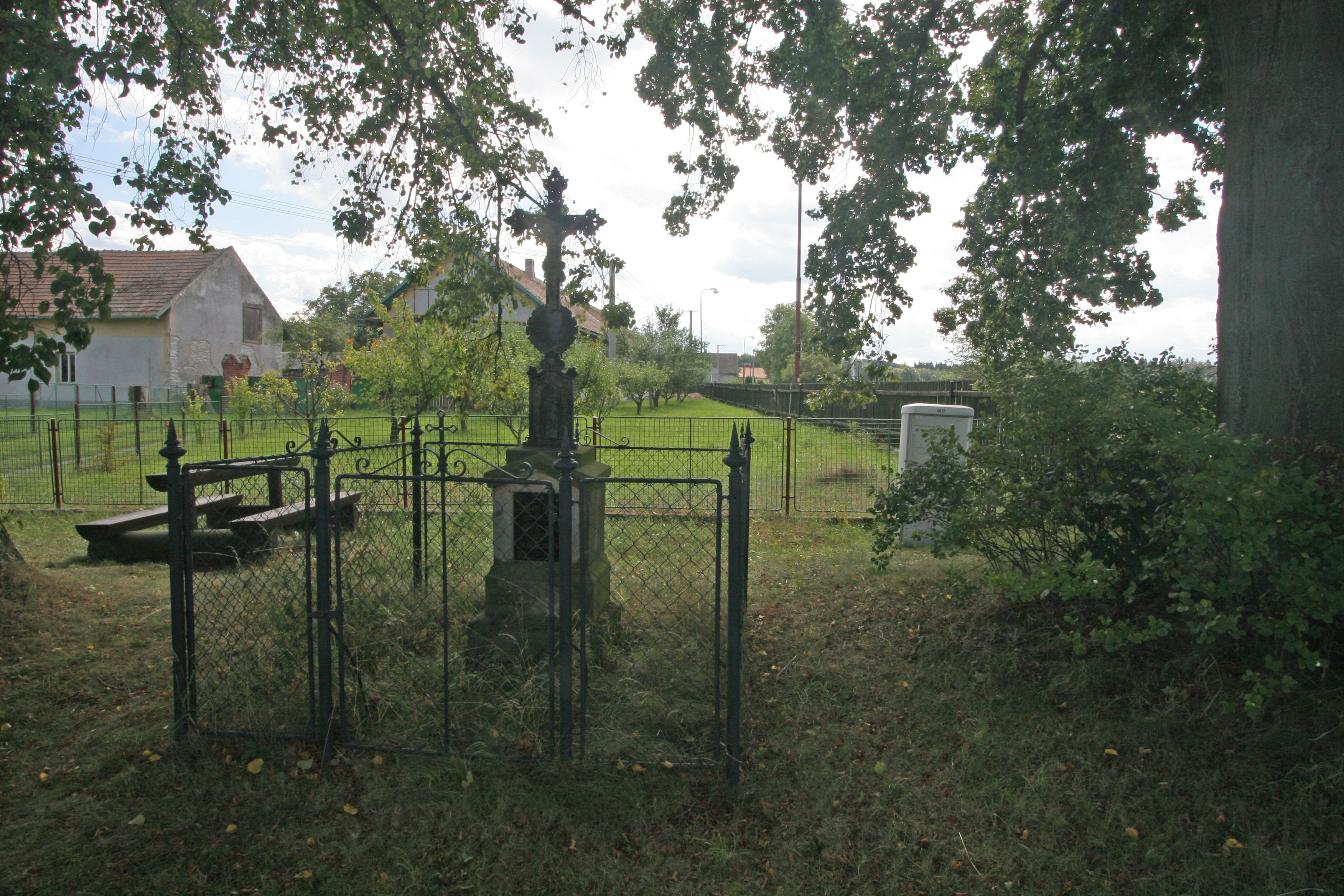
Wegkreuz

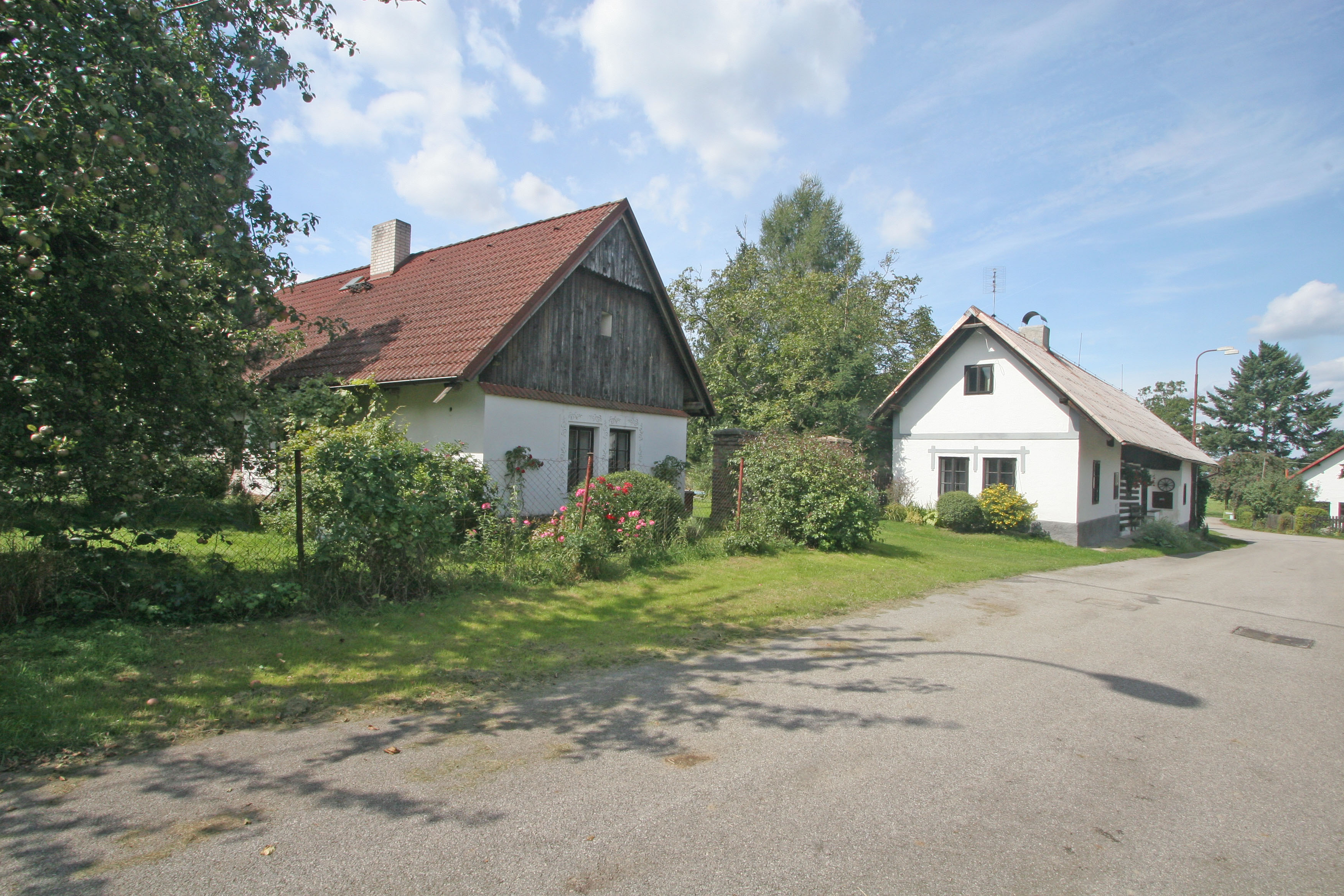
Haus Nr. 58

Březinka (deutsch Brzezinka, 1939–45 Kleinbirken) ist ein Ortsteil der Gemeinde Hošťalovice im Okres Chrudim in Tschechien. Er liegt acht Kilometer westlich von Heřmanův Městec.

## Geographie
Březinka befindet sich linksseitig des Baches Mlýnský potok im Eisengebirge (Železné hory). Nördlich erhebt sich die Černá skála (413 m n.m.), im Süden die Skála (490 m n.m.) und westlich die Višňovka (Podhořaner Berg, 385 m n.m.). Gegen Süden erstreckt sich das Landschaftsschutzgebiet CHKO Železné hory. Anderthalb Kilometer südlich liegt der Burgstall Stoupec.
Nachbarorte sind Bukovina u Přelouče im Norden, Hošťalovice im Nordosten, Licomělice, Habřiny und Vlastějov im Osten, Vyžice, Slavkovice und Jetonice im Südosten, Zbyslavec, Žlebské Chvalovice und Žlebská Lhotka im Süden, Licoměřice und Lipovec im Südwesten, Lovčice und Bílý Kámen im Westen sowie Podhořany u Ronova, Nový Dvůr und Turkovice im Nordwesten.

## Geschichte
Die erste schriftliche Erwähnung des Dorfes Březina stammt aus der Zeit zwischen 1356 und 1360, als Jan von Podhořan seinen Besitz in Semtěš, Březina und Skalka seinem Bruder Trčín sowie seinen Neffen Petr und Zvěst überließ. 1380 hatte Jan von Podhořan, ein Nachkomme des oben genannten, seinen Sitz in Březová. Im Jahre 1386 kaufte Ježek von Chlum Březinka und Podhořany von Markwart von Žleb und Wartenberg. Seit dieser Zeit hat sich Březinka als Ortsname etabliert. Die Herren von Chlum, später Freiherren Slavata von Chlum und Koschumberg, hielten den Besitz über 155 Jahre. 1541 verkaufte Diviš Slavata von Chlum seinen Besitz in Podhořany, Březinka, Wícemilice dolejší, Urbanice, Wícemilice hořejší und Hošťalovice an den böhmischen Unterkämmerer Georg von Gersdorff auf Choltitz. Březinka blieb danach immer nach Podhořany untertänig.
Im Jahre 1840 bestand Břežinka aus 12 Häusern, in denen 69 Personen, darunter eine helvetische Familie, lebten. Pfarrort war Turkowitz.
Nach der Aufhebung der Patrimonialherrschaften bildete Březinka ab 1849 einen Ortsteil der Gemeinde Hošťalovice im Gerichtsbezirk Časlau. Ab 1868 gehörte das Dorf zum Bezirk Časlau. Nachdem 1895 die Einrichtung einer eigenen Schule für Hošťalovice, Březinka und Bílý Kámen bewilligt worden war, wurde im ehemaligen Wirtshaus von Březinka eine einklassige Schule für die drei Dörfer eingerichtet. 1898 wurde das neue Schulhaus erbaut. Die Fertigstellung der Straße von Nový Dvůr über Březinka nach Jetonice erfolgte 1905, im Jahr darauf erfolgte der Bau der Straße nach Hošťalovice.
Zum Ende des Zweiten Weltkrieges wurde am 26. Oktober 1944 zwischen Podhořany, Lovčice und Starkoč die erste Gruppe der in der Sowjetunion gebildeten Partisanenbrigade Mistr Jan Hus abgesetzt. Die Dörfer Lipovec und Licoměřice wurden zu den ersten Basen der Brigade Mistr Jan Hus. Nach der Verhaftung von zwei Mitgliedern der Gruppe durch die Gestapo gerieten die Bewohner beider Dörfer im Dezember 1944 ins Visier der deutschen Besatzer, auch in Březinka erfolgten Verhaftungen.
1949 wurde Březinka dem Okres Přelouč zugeordnet. Die Straße nach Bílý Kámen entstand 1950.
Im Zuge der Gebietsreform von 1960 wurde der Okres Přelouč aufgehoben, seitdem gehört das Dorf zum Okres Chrudim. Die Schule in Březinka wurde 1964 geschlossen und das Schulhaus 1969 zu einem Wohnhaus umgebaut.
Nachdem 1961 im Zuge einer Emanationsuntersuchung in der Gegend von Březinka ein Uranerzvorkommen entdeckt worden war, erfolgten zwischen 1964 und 1967 radiometrische Untersuchungen, Schürfe und Tiefenbohrungen zur genaueren Erkundung der Lagerstätte, bei denen erzhaltige Strukturen bis in 650 m Teufe vorgefunden wurden. In Folge des aufgenommenen Bergbaus wurde im Herbst 1967 in sieben Brunnen in Březinka ein Wasserverlust festgestellt. Wegen des Vortriebs der Grubenbaue in Richtung des Dorfes wurde im Oktober 1968 der Bau eines Wasserwerkes für Březinka beschlossen, das 1973 in Betrieb genommen wurde. Zwischen 1968 und 1982 wurde zwischen Licoměřice und Březinka Uranerz abgebaut. Die Grubenbaue erreichten eine Teufe von über 200 m, gefördert wurden 780 Tonnen Uran. Nachdem eine erneute Lagerstättenuntersuchung keine weiteren Uranmineralisierungen von industrieller Bedeutung gezeigt hatte, erfolgte bis 1987 die Liquidation der Grube.
Am 3. März 1991 hatte der Ort 34 Einwohner; beim Zensus von 2001 lebten in den 16 Wohnhäusern von Březinka 29 Personen.

## Ortsgliederung
Der Ortsteil Březinka bildet den Katastralbezirk Březinka u Hošťalovic.

## Sehenswürdigkeiten
- Burgstall Stoupec im Wald südlich des Dorfes, die Feste Stoupec wurde 1389 erstmals erwähnt und wurde wahrscheinlich 1469 im böhmisch-ungarischen Krieg zerstört. Seit 1486 gilt sie als wüst. Im 17. Jahrhundert entstand die Legende, das an dem Platz ein Augustinerkloster gestanden wäre. Sie wurde 1865 durch August Sedláček widerlegt.
- Wegkreuz